# Shōka
Shōka è un'era del Giappone tra i periodi Kōgen e Shōgen.
Viene ricordato dagli storici per i disastri naturali che lo contraddistinsero: il 23 agosto del 1257 si registrò a Kamakura un terremoto devastante e probabilmente, in seguito al disastroso evento, al quale il governo non seppe far fronte, si svilupparono epidemie che continuarono fino all'era Shogen (1259).
Cenni storici di quest'era sono rintracciabili negli scritti di un monaco giapponese dell'epoca di nome Zinnichima-ro, più conosciuto come Nichiren Daishonin.